# 사이버네틱 아트
사이버네틱 아트(cybernetic art)는 인공두뇌학에서 유래한 용어로써, 1960년 후반 미국, 프랑스에서 나타난 예술작품을 의미한다. 이들 예술 작품은 작품이 놓인 외부 환경의 자극(소리, 손동작, 빛, 바람, 온도의 변화)에 따라 반응하여 움직인다. 작품 속 장치로써 움직이는 경우도 있다. 넓게 보면 키네틱 아트의 일부로 볼 수 있다.

## 같이 보기
- 컴퓨터 아트
- 개념 미술
- 넷 아트
- 미디어 아트
- 키네틱 아트